# Człuchów
Człuchów (udtale: [ˈt͡ʂwuxuf], kashubisk: Człuchòwò, Człochòwo eller Człëchòwò; tysk: Schlochau) er en by i den sydvestlige del af voivodskabet Pommern i det nordlige Polen. Den har 13.343(2021) indbyggere og et areal på 12,48 km², og er administrationsby i powiatet (amt) Człuchów.
Człuchów ligger i et skovklædt område i den sydvestlige del af Pommerns voivodskab, ved krydset mellem motorvej 25 fra Koszalin til Bydgoszcz og motorvej 22 fra Gorzów Wielkopolski til Elbląg. Den nærmeste by er Chojnice, 15 km mod øst. Der er fire søer inden for byens grænser: Urzędowe, Miejskie, Miejskie Małe, Rychnowskie.

## Geografi
Człuchów ligger i et skovklædt område i den sydvestlige del af voivodskabet, ved krydset mellem motorvej 25 fra Koszalin til Bydgoszcz og motorvej 22 fra Gorzów Wielkopolski til Elbląg. Den nærmeste by er Chojnice, 15 km mod øst. Der er fire søer i byens område: Urzędowe, Miejskie, Miejskie Małe' og Rychnowskie.

## Historie
Der er fundet spor af bosættelse i Człuchów tilbage til bronzealderen. Området blev en del af den nye polske stat i det 10. århundrede under dens første historiske hersker Mieszko 1. af Polen. I begyndelsen af det 13. århundrede var Człuchów en lille bygd beliggende ved skæringspunktet mellem to handelsruter. I 1312 købte Den Tyske Orden bosættelsen for 250 mark sølv af Nicholas af Poniec, en søn af vojvod af Kalisz. Ordenen begyndte at bygge en fæstning kendt som Schlochau på en bakke øst for bebyggelsen; Fæstningen, der var ordenens næststørste efter Marienburg (Malbork), stod færdig i 1367. I 1323 blev den brugt som en komturei af korsfarerne og bestod af tre støttebygninger og det vigtigste slot. Fæstningen var så veludviklet, at stormester Heinrich Dusemer tildelte byen Kulmer lov i 1348. I 1454 genindkorporerede kong Kasimir 4. Jagiellon byen til Kongeriget Polens krone, og derefter gav de teutoniske riddere afkald på ethvert krav i fredstraktaten af 1466.